# Bulbophyllum rhomboglossum
Bulbophyllum rhomboglossum là một loài phong lan thuộc chi Bulbophyllum.